# 大久保幸夫
大久保 幸夫（おおくぼ ゆきお、1961年1月28日 - ）は日本の人事や雇用問題の専門家。リクルートワークス研究所所長。

## 人物・経歴
東京都出身。幼少期は百科事典や辞書を好んで書き写す物静かな少年であった。茨城県立土浦第一高等学校に入学。高校時代は数列や、伊勢物語などの古典文学に熱中した。ことに数列に関しては問題集の数列の部分だけをやりこむほど究め、大学入試の際に、数列が出たときはほぼ満点をとり苦手教科で取れなかった点数を補った。一橋大学経済学部に入学。大学在学中は官僚を目指す。だが出会った、大学OBのある通産省官僚が「つまんない人間」だと思ったことから、コピーライター志望に転じ専門学校、広告学校に通いはじめる。その際の試験は蕎麦のコピーを考えることで、一度解散して誰の助けを借りてもよいという自由なものであった。大久保は蕎麦屋で蕎麦を食べつつ独力でコピーを考えた。広告学校ではコピーライター糸井重里の指導を受ける。その際、糸井重里に、「君はコピーライターとして飯を食えるが、一流にはなれないよ」、「誰でも思いつくようなコピーを書いていては駄目。誰も思いつかないコピーを考え出さなければ」と言われ、自分の才能の限界に気づきコピーライターを断念し、志望を変える。
1983年一橋大学経済学部卒業後、リクルート入社。リクルート入社後は地域活性化事業から人材育成事業へ進み活動。『B-ing九州版』編集長、『とらばーゆ東海版』編集長、リクルート人材総合サービス事業部企画室長、リクルート地域活性事業部事業部長などを歴任。熱海市在住。趣味は切手収集。学生時代に切手雑誌を作ったことがあり、社会人になってから再び切手収集を再開し、切手事典の出版まで行った。新規事業のために、八重洲ブックセンターの関連書籍を棚買いし、会社に持ち込むほどの勉強家である。
1999年、リクルートワークス研究所を設立し同所長に就任。日本大学文理学部非常勤講師（2002年 - 2003年）、法政大学大学院政策科学研究科客員教授（2003年 - 2005年）、青山学院大学大学院非常勤講師（2005年 - 2006年）、一橋大学非常勤講師（2007年 - 2009年）を務めた。2011年4月1日リクルート専門役員に就任、2012年リクルート専門役員に就任。
2010年から菅内閣、野田内閣で内閣府参与を務める。日本におけるキャリア段位制度導入のため、主に英国で1986年に創設された職業能力評価制度(NVQ:National Vocational Qualification)等を先行事例としながら、検討・導入を進めた。
厚生労働省労働政策審議会職業能力開発分科会委員、東京都雇用就業対策審議会委員、経済産業省・文部科学省産学人材育成パートナーシップ経営・管理人材分科会委員、内閣府M&A研究会委員、内閣府ジョブカード推進協議会委員なども務める。2012年人材サービス産業協議会理事。

## 著書
- 『能力を楽しむ社会』日本経済新聞社 2000
- 『新卒無業。』（編著）東洋経済新報社 2002
- 『仕事のための12の基礎力』日経BP社 2004
- 『あなたの「本当の実力」を会社に気づかせる方法』（佐藤文男と共著）PHP研究所 2005
- 『ビジネス・プロフェッショナル』ビジネス社 2006
- 『上司に「仕事させる」技術』PHP研究所 2006
- 『キャリアデザイン入門 1(基礎力編)』日本経済新聞社 2006
- 『キャリアデザイン入門 2(専門力編)』日本経済新聞社 2006
- 『正社員時代の終焉』（編著）日経BP社 2006
- 『30代未婚男』（畑谷圭子,大宮冬洋と共著）日本放送出版協会 2006
- 『仕事が不安！を抜け出す本―一生使えてキャリアに活きる8つのスキル』大和書房 2009
- 『日本の雇用―ほんとうは何が問題なのか』講談社現代新書 2009
- 『成長する人が実践する30のルール』日本経済新聞出版社 2010
- 『日本型キャリアデザインの方法―「筏下り」を経て「山登り」に至る14章』日本経団連出版 2010
- 『30歳から成長する！「基礎力」の磨き方』PHPビジネス新書 2012
- 『マネジャーのための人材育成スキル』日本経済新聞社 2014
- 『会社を強くする人材育成戦略 』日本経済新聞社 2014
- 『キャリアデザイン入門[I]基礎力編 第2版』日本経済新聞社 2016
- 『キャリアデザイン入門[II]専門力編 第2版』日本経済新聞社 2016